# Phyllonorycter sibirica
Phyllonorycter sibirica là một loài bướm đêm thuộc họ Gracillariidae. Nó được tìm thấy ở vùng Viễn Đông Nga.
Ấu trùng ăn Populus species. Chúng ăn lá nơi chúng làm tổ.